# Bosavi-elfje
Het Bosavi-elfje of Campbells elfje (Chenorhamphus campbelli ook wel Malurus grayi campbelli) is een zangvogel uit de familie Maluridae (elfjes).

## Beschrijving
Het Bosavi-elfje is 13 cm lang en heeft een opvallend brede snavel. Zowel mannetje als vrouwtje en onvolwassen vogels hebben een opvallende donkere oogstreep en een even opvallende lichte wenkbrauwstreep en weer zwart boven op de kop. Verder is de vogel olijfbruin op de rug en op de bovenkant van de staart.

## Verwantschap
Het Bosavi-elfje werd tot 2011 beschouwd als een ondersoort van het breedsnavelelfje (Chenorhamphus grayi). Beide soorten zijn sinds 2011 geplaatst in een eigen geslacht Chenorhamphus. Over de status als aparte soort is geen consensus, door BirdLife International wordt de soort niet als zodanig erkend.

## Verspreiding en leefgebied
Dit elfje is een endemische vogelsoort uit Nieuw-Guinea. Het Bosavi-elfje komt alleen voor in het gebied rond Mount Bosavi, een berg in de provincie Southern Highlands van Papoea-Nieuw-Guinea.